# Berkenwoude

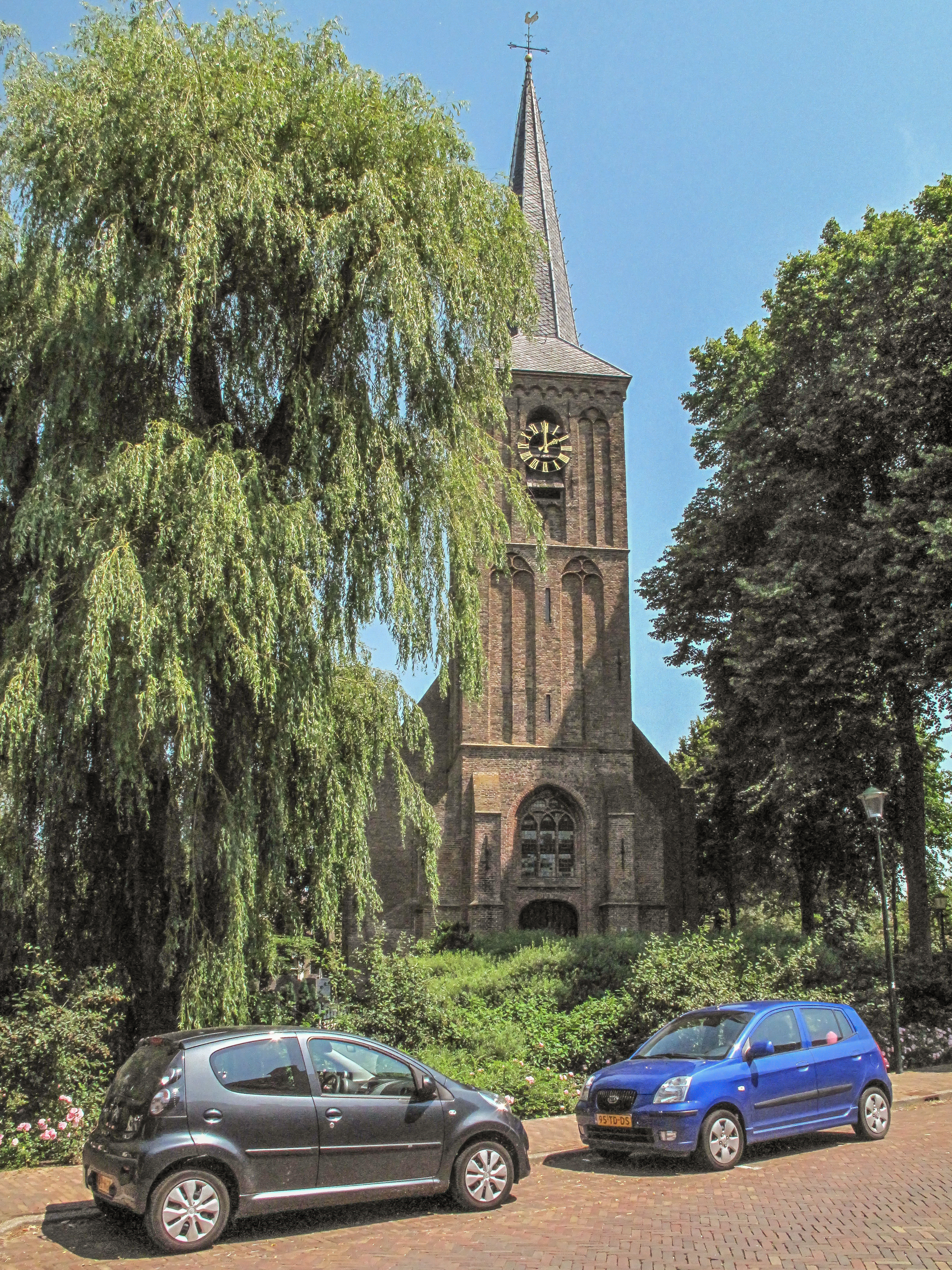
Église protestante

Berkenwoude est un village dans la commune néerlandaise de Krimpenerwaard, dans la province de la Hollande-Méridionale. Le 1er janvier 2004, le village comptait 1 510 habitants.
Berkenwoude est situé dans le Krimpenerwaard.
Jusqu'en 1985, Berkenwoude était une commune indépendante. Le 1er janvier de cette année, le village a été rattaché à la commune de Bergambacht.